# 2484 Parenago
2484 Parenago è un asteroide della fascia principale. Scoperto nel 1928, presenta un'orbita caratterizzata da un semiasse maggiore pari a 2,3427563 UA e da un'eccentricità di 0,2540598, inclinata di 1,19297° rispetto all'eclittica.